# 水月圭
水月 圭（みづき けい、1965年2月28日 - ）は、東京都出身の女優。CLEO所属。

## 人物
身長156cm。体重48kg。
趣味はハンドベル。特技は料理、スキー、裏千家茶道。
資格は普通自動車免許、秘書検定3級、英語検定3級、ペン字3級、第一種衛生管理者。

## 出演作品

### テレビドラマ
- 忍風戦隊ハリケンジャー（2002年、テレビ朝日）
- 火曜サスペンス劇場 / 街の医者・神山治郎 第5作（2003年、日本テレビ）
- 金曜エンタテイメント / 浅見光彦シリーズ (中村俊介版) 第19作（2004年、フジテレビ）
- はみだし刑事情熱系（2004年、テレビ朝日）
- 土曜ワイド劇場（テレビ朝日）
  - 検事・朝日奈耀子
    - 第2作（2004年） - 刑務官
    - 第4作（2006年） - 看守
    - 第5作（2006年） - スーパーの店員

  - 新聞記者・鶴巻吾郎
    - 第1作（2006年） - 小池美奈子
    - 第2作（2008年）

  - さくら署の女たち（2006年） - 相沢早苗
  - 東京駅お忘れ物預り所 第1作（2007年）
  - おかしな刑事
    - 第4作（2007年） - 住人
    - 第5作（2009年） - 司会者
- 警視庁捜査一課9係（2006年、テレビ朝日）
- 相棒（テレビ朝日）
  - （2006年） - 糸川重一の妻
  - （2008年） - 横山慶子の同僚
- ドラマW（WOWOW）
  - 黒い春（2007年）
  - シリウスの道（2008年）
- 木曜ドラマ / 聖なる怪物たち（2012年、テレビ朝日）
- ドラマパラビ / だから私はメイクする（2020年、テレビ東京）

### テレビ番組
- 逆転人生（NHK）

### 映画
- ベースボールキッズ（2003年、千葉テレビ放送）
- ghost dance ゴースト・ダンス（2006年、東北新社クリエイツ） - 大竹信也の母
- 手紙（2006年、ギャガ）
- クローンは故郷をめざす（2009年、アグン・インク）
- はさみ hasami（2012年、アートポート）
- 最後の審判（2019年）

### CM
- ルックJTB
- 三井住友海上火災保険
- NTT東日本
- 小林製薬
- かんぽ生命保険
- 野村證券
- セブン-イレブン
- ハウスウェルネスフーズ
- テレビ東京 「ミライの歩き方」3月限定広告
- 大正製薬 「SHIROSAE」
- フジカラー
- マイクロソフト
- 山梨日日新聞
- カーセンサー
- カシオ計算機

### VP
- 子どもの非行と親の接し方
- 親子で見ておく中学入試の面接

### WEB
- しんくみバンク公式チャンネル、わたしの街のシンクミさん 「枝砂さるかに合戦篇」（2023年、YouTube） - 花屋

### スチール
- リクルートホールディングス ゼクシィ「ザ・クレストホテル柏」
- ジャストシステム 新聞広告